# Trhanov

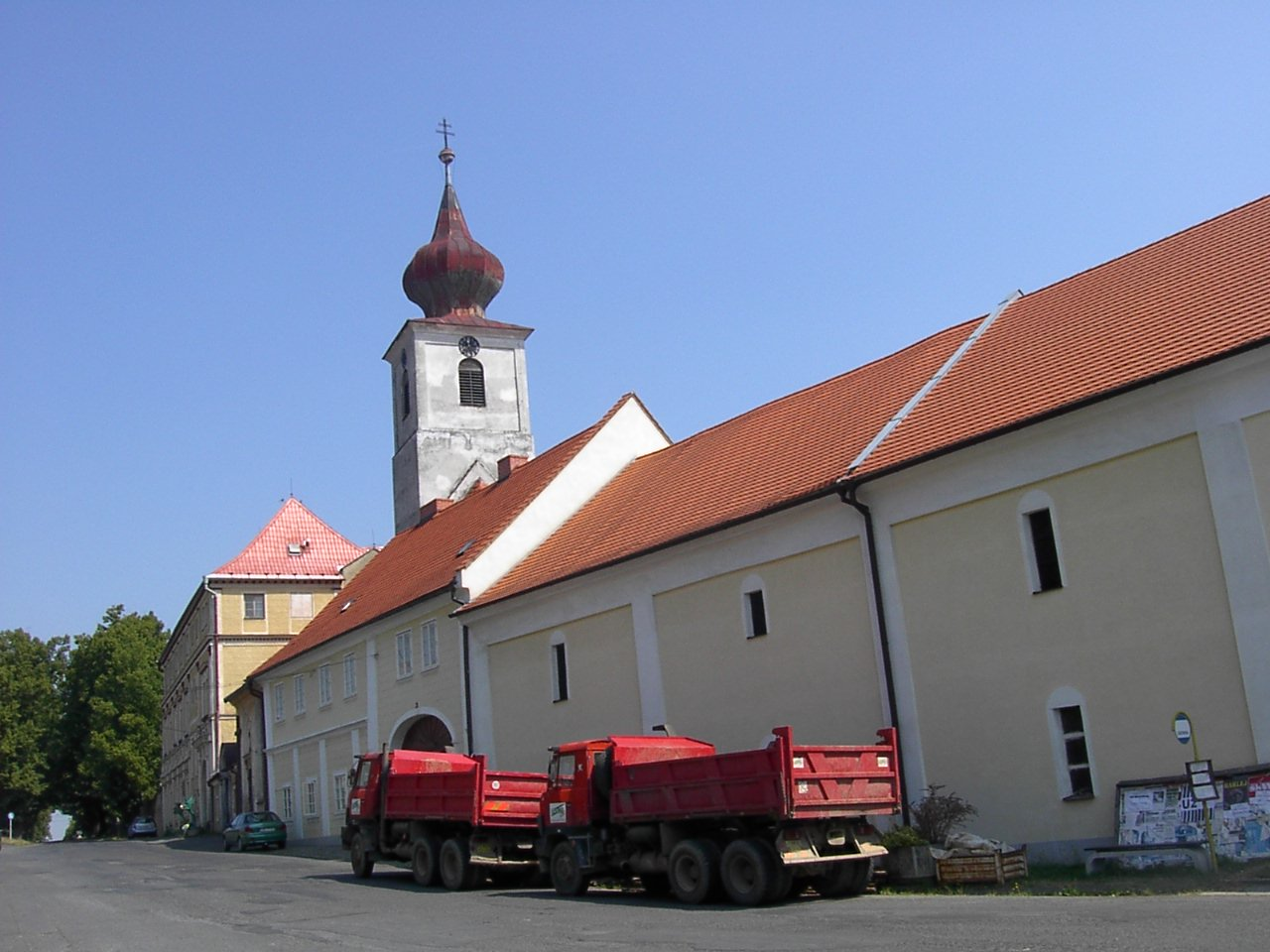
Schloss Trhanov

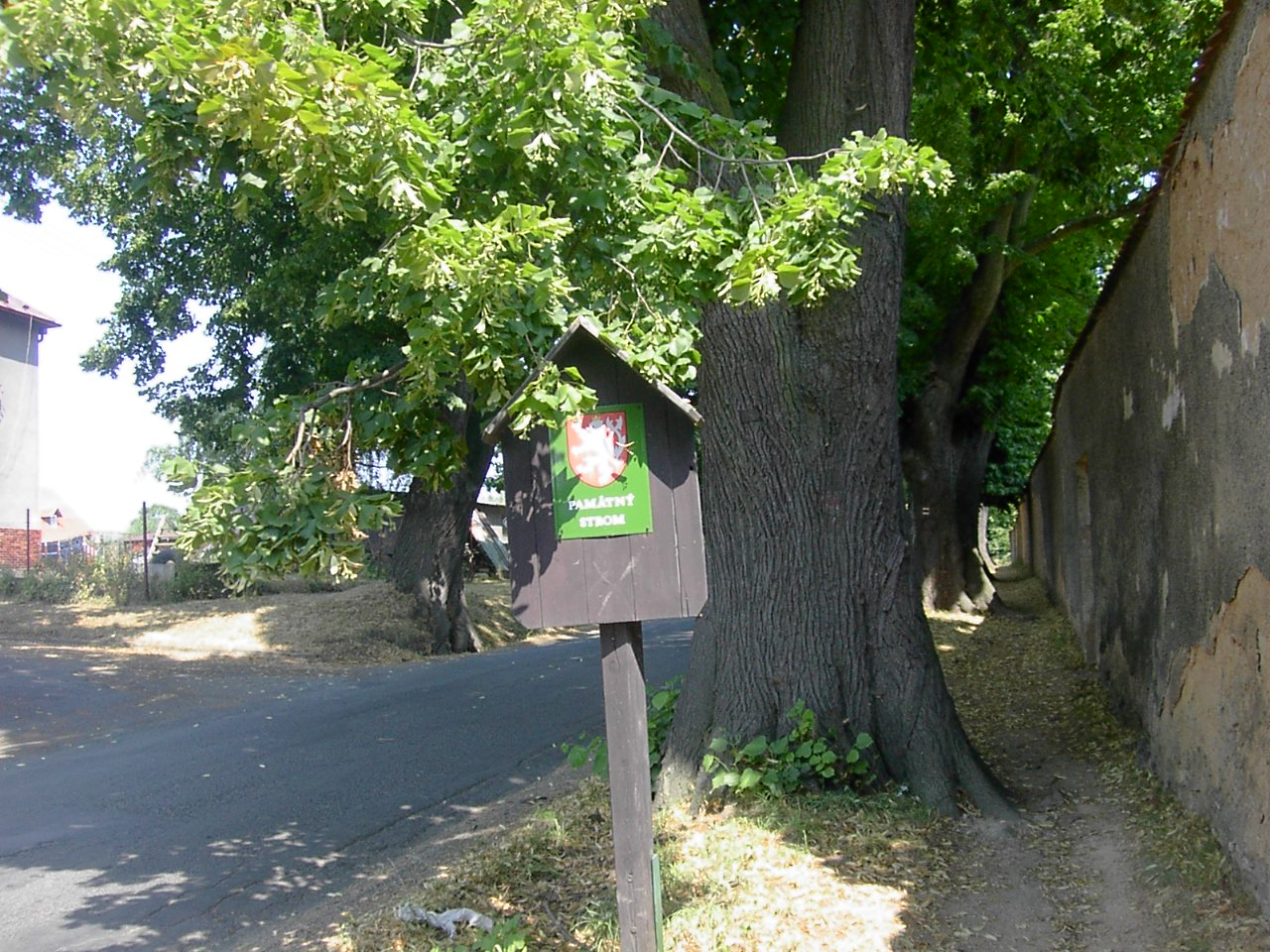
Lomikar-Allee

Trhanov (deutsch Chodenschloß) ist eine Gemeinde in Tschechien. Sie liegt sieben Kilometer westlich von Domažlice und gehört dem Okres Domažlice an.

## Geographie
Trhanov befindet sich im Südosten des Oberpfälzer Waldes (Český les) und wird vom Černý potok durchflossen, in den südlich des Dorfes die Bystřice einmündet. Nordöstlich erhebt sich der 585 m hohe Hrádek und im Südwesten der Čerchov (Schwarzkopf). Trhanov liegt an der Eisenbahnstrecke zwischen Domažlice und Tachov. In Trhanov besteht eine Bahnstation, im Ortsteil Pila liegt der Bahnhalt Újezd-Pila. Im Westen bildet Trhanov mit Chodov ein geschlossenes Siedlungsgebiet, beide Gemeinden werden lediglich von der Eisenbahntrasse getrennt.
Nachbarorte sind Nový Hamr im Norden, Újezd und Havlovice im Nordosten, Pila und Babylon im Südosten, Pec im Südwesten, Chodov im Westen sowie Klenčí pod Čerchovem im Nordwesten.

## Geschichte
Im Jahre 1621 wurde die Trhanovský-Mühle, die sich an der Stelle des heutigen Dorfes befand, erstmals erwähnt. Wolf Wilhelm Laminger von Albenreuth erwarb die Mühle nach der Schlacht am Weißen Berg sehr preisgünstig und richtete im zugehörigen Vorwerk eine Brauerei ein. Mit seinem Herrensitz kamen die Bewohner der zuvor freien Chodendörfer Chodov, Újezd und Draženov in Erbuntertänigkeit und wurden robotpflichtig.
Sein Sohn Wolf Maximilian ließ zwischen 1676 und 1677 als Sommersitz ein Barockschloss errichten. Die chodischen Untertanen verweigerten ihm den Gehorsam und unter ihrem Wortführer Jan Sladký Kozina kam es zum Aufstand gegen den "Lomikar". Nach dessen Tode erwarb 1696 Georg Heinrich Graf von Stadion die Grundherrschaft Chodenschloß. Nachdem 1755 ein Großfeuer das Schloss und Teile des Dorfes vernichtet hatte, erfolgte der Wiederaufbau. Das Schloss erfuhr dabei eine Erweiterung. 1788 nahm die Dorfschule, zu deren Bezirk auch die Dörfer Pec, Babylon, Chodov und Újezd gehörten, den Unterricht auf. Zu den nachfolgenden Besitzern der Grundherrschaft gehörte u. a. Johann Philipp von Stadion, der 1810 die Kirche errichten ließ. Nach dem Aussterben der Grafen von Stadion erbten die Grafen von Schönborn das Schloss. 1906 wurde in der Gemeinde ein Postamt errichtet. 1908 stiftete der berühmte Sohn des Ortes Josef Thomayer ein Armenhaus. Im Jahre 1910 wurde die Eisenbahnstrecke von Tachau (Tachov) nach Taus (Domažlice) eingeweiht.
Nach dem Münchner Abkommen gehörte das überwiegend tschechischsprachige Chodenschloß 1938–1945 aufgrund der Annexion des Sudetenlands zum Deutschen Reich, ab 1939 zum neugebildeten Landkreis Markt Eisenstein und von 1940 bis 1945 zum Landkreis Waldmünchen. Nach dem Ende des Zweiten Weltkrieges kam Trhanov zur Tschechoslowakei zurück. Die Grafen von Schönborn wurden enteignet. Nach dem Bau des Eisernen Vorhangs diente das Schloss als Kaserne. Im Ort wurden neue Wohnhäuser in Plattenbauweise errichtet. In den 1970er Jahren wurde Trhanov mit Chodov vereinigt, seit 1990 ist es wieder selbständig.

## Gemeindegliederung
Die Gemeinde Trhanov besteht aus den Ortsteilen Pila und Trhanov (Chodenschloß). Grundsiedlungseinheiten sind Nový Hamr-Cihelna (Neu Hammer-Ziegelofen), Pila und Trhanov.

## Sehenswürdigkeiten
- Barockschloss Trhanov
- Kirche des Hl. Johannes von Nepomuk, 1810 an Stelle einer Kapelle aus dem Jahre 1706 errichtet
- Čerchov mit dem Kurz-Turm
- Denkmal für Jan Sladký Kozina an Berg Hrádek
- Lomikar-Allee an der Straße nach Klenčí pod Čerchovem
- ehemaliges Armenhaus, 1908 errichtet in Neorenaissancestil

## Persönlichkeiten
- Friedrich Lothar von Stadion (1761–1811), Diplomat
- Josef Thomayer (1853–1927), Mediziner und Schriftsteller